# Milwaukee Tools
The Milwaukee Tool Corporation je ameriški proizvajalec ročnega, akumulatorskega in električnega orodja, merilnih naprav in drugih delavniških pripomočkov. 
Podjetje je ustanovil A. F. Siebert v  Milwaukeeju leta 1924. Podjetje je od leta 2005 v lasti korporacije Techtronic Industries.

## Zunanje pvoezave
- Uradno spletno mesto